# Michael Svoboda
Michael Svoboda (* 15. října 1998) je rakouský profesionální fotbalista, který hraje na pozici středního obránce za italský klub Benátky FC a rakouský národní tým.

## Klubová kariéra
Dne 20. srpna 2020 Svoboda podepsal tříletou smlouvu s klubem Serie B Benátky FC.

## Reprezentační kariéra
Svoboda debutoval za národní tým Rakouska 10. října 2024 v zápase Ligy národů UEFA proti Kazachstánu v Raiffeisen Areně. V 62. minutě vystřídal Gernota Traunera. Rakousko zápas vyhrálo 4:0.

## Statistiky

### Klubové
Platí k zápasu hranému 27. října 2024.
| Klub              | Sezóna            | Liga                | Liga   | Liga | Národní pohár | Národní pohár | Kontinentální | Kontinentální | Ostatní | Ostatní | Celkově | Celkově |
| Klub              | Sezóna            | Soutěž              | Zápasy | Góly | Zápasy        | Góly          | Zápasy        | Góly          | Zápasy  | Góly    | Zápasy  | Góly    |
| ----------------- | ----------------- | ------------------- | ------ | ---- | ------------- | ------------- | ------------- | ------------- | ------- | ------- | ------- | ------- |
| Schwechat         | 2015/16           | Regionalliga Ost    | 3      | 0    | 0             | 0             | —             | —             | —       | —       | 3       | 0       |
| Stadlau           | 2016/17           | Regionalliga Ost    | 11     | 1    | 0             | 0             | —             | —             | —       | —       | 11      | 1       |
| Stadlau           | 2017/18           | Regionalliga Ost    | 31     | 2    | 1             | 0             | —             | —             | —       | —       | 32      | 2       |
| Stadlau           | Celkově           | Celkově             | 42     | 3    | 1             | 0             | —             | —             | —       | —       | 43      | 3       |
| WSG Tirol         | 2018/19           | 2. Liga             | 26     | 4    | 2             | 0             | —             | —             | —       | —       | 28      | 4       |
| WSG Tirol         | 2019/20           | Rakouská Bundesliga | 31     | 1    | 3             | 0             | —             | —             | —       | —       | 34      | 1       |
| WSG Tirol         | Celkově           | Celkově             | 57     | 5    | 5             | 0             | —             | —             | —       | —       | 62      | 5       |
| Benátky           | 2020/21           | Serie B             | 19     | 1    | 2             | 0             | —             | —             | 4       | 0       | 25      | 1       |
| Benátky           | 2021/22           | Serie A             | 18     | 0    | 3             | 0             | —             | —             | —       | —       | 21      | 0       |
| Benátky           | 2022/23           | Serie B             | 22     | 0    | 0             | 0             | —             | —             | 1       | 0       | 23      | 0       |
| Benátky           | 2023/24           | Serie B             | 23     | 0    | 0             | 0             | —             | —             | —       | —       | 23      | 0       |
| Benátky           | 2024/25           | Serie A             | 9      | 1    | 1             | 0             | —             | —             | —       | —       | 10      | 1       |
| Benátky           | Celkově           | Celkově             | 91     | 2    | 6             | 0             | —             | —             | 5       | 0       | 102     | 2       |
| Celkově v kariéře | Celkově v kariéře | Celkově v kariéře   | 193    | 10   | 12            | 0             | —             | —             | 5       | 0       | 210     | 10      |

### Reprezentační
Platí k zápasu hranému 10. října 2024.
| Národní tým | Rok     | Zápasy | Góly |
| ----------- | ------- | ------ | ---- |
| Rakousko    | 2024    | 1      | 0    |
| Celkově     | Celkově | 1      | 0    |

## Úspěchy
WSG Tirol
- 2. Liga: 2018/19

Benátky
- Play-off Serie B: 2023/24